# アドリアン・トマソン
アドリアン・トマソン（Adrien Thomasson, 1993年12月10日 - ）は、フランスのサッカー選手。RCランス所属。ポジションはMF。

## 経歴
2018年6月、RCストラスブールと3年契約を結んだ。
2023年1月12日、RCランスに3年半契約で移籍した。

## 私生活
- スウェーデン人の父親とクロアチア人の母親を持つ[2]。その為、フランス、スウェーデン、クロアチアの3カ国の国籍を所有している。